# Грир, Джуди
Джу́дит Тере́за Э́ванс (англ. Judith Therese Evans), более известная как Джу́ди Грир (англ. Judy Greer; род. 20 июля 1975, Детройт, Мичиган, США) — американская актриса, известная благодаря второстепенным ролям в таких фильмах, как «Человек-муравей», «Мир юрского периода», «27 свадеб» и «Из 13 в 30» и в сериалах «Как я встретил вашу маму», «Доктор Хаус» и «Теория Большого взрыва».

## Биография
Родилась в Детройте, но выросла в Ливонии, штат Мичиган. Училась в школе имени Уинстона Черчилля (недоступная ссылка). Джуди в течение 10 лет занималась классическим русским балетом, но затем заинтересовалась актёрским мастерством и поступила в театральную школу в Университете Де Поля, которую окончила в 1997 году, получив степень бакалавра искусств.
Мать Джуди, Молли Энн (урождённая Грир) — администратор в больнице. Одно время она была монахиней, но перестала ею быть из-за плохого поведения, а также из-за обладания красным купальником. Отец, Ричард Эванс, инженер-механик. Джуди взяла девичью фамилию матери для сценического имени, так как на тот момент актрис Джуди Эванс уже было множество.
Дебют Джуди Грир как актрисы состоялся в фильме ужасов «Stricken» (1998). Затем последовала небольшая роль в драме «Поцелуй понарошку» (1998). А в 1999 году Джуди уже исполняла свою первую главную роль в чёрной комедии Даррена Стейна «Королевы убийства». Картине суждено было стать культовой. В 2000—2001 годах Джуди сыграла в романтических комедиях «Чего хотят женщины» и «Свадебный переполох» с Дженнифер Лопес в главной роли, в 2002 году — в фильме «Адаптация» с Николасом Кейджем и Мерил Стрип, а в 2004-м — в фантастической комедии «Из 13 в 30» с Дженнифер Гарнер и Марком Руффало. Также, в 2004 году Джуди сыграла эпизодическую роль в фильме М. Найта Шьямалана «Таинственный лес».
В 2005 году можно было увидеть Джуди в мистическом фильме ужасов «Оборотни» Уэса Крэйвена, а также в романтической комедии «Элизабеттаун» в компании таких актёров, как Орландо Блум, Кирстен Данст, Сьюзан Сарандон и Алек Болдуин, а в 2006 году в музыкальной комедии «Американская мечта» с Хью Грантом, Деннисом Куэйдом, Мэнди Мур и Уиллемом Дефо. В 2008 году Джуди исполнила роль Кейси в мелодраме «27 свадеб». В 2009 году Джуди сыграла эпизодические роли в телесериалах «Скорая помощь» и «Доктор Хаус», в 2010 году — в «Теории Большого взрыва» и «Как я встретил вашу маму». В том же году Джуди появилась в картинах «Мармадюк», «Криминальная фишка от Генри» с Киану Ривзом, а также в фильме «Любовь и другие лекарства». В 2011 году Джуди сыграла в фильме «Потомки» с Джорджем Клуни.
Актрису можно было увидеть в нескольких сериях «Блудливой Калифорнии» (2007—2012) в роли Трикси. В 2012 году она также сыграла в романтической комедии «Мужчина нарасхват» c Джерардом Батлером. В 2013 году Джуди появилась в драматическом триллере по роману Стивена Кинга «Телекинез». В 2014 году Джуди сыграла жену Цезаря Корнелию в фильме «Планета обезьян: Революция». В том же году Джуди выпустила автобиографическую книгу под названием «Я не знаю, где вы видели меня: Признания актрисы второго плана» (англ. I Don't Know What You Know Me From: Confessions of a Co-Star).
Среди последних сериалов, снятых при участии Джуди Грир, «Два с половиной человека» (в котором Джуди исполнила сразу три роли), «В браке», «Мастера секса», «Замедленное развитие».
В 2015 году Джуди Грир приняла участие в трёх крупных проектах: «Земля будущего», «Мир юрского периода» и «Человек-муравей». В последнем — супергеройском фильме Marvel Studios — актриса исполнила роль Мэгги, бывшей жены Скотта Лэнга, персонажа Пола Радда. В 2017 году Джуди сыграла в финальной части трилогии «Планета обезьян». В 2018 году Джуди вернулась к роли Мэгги в сиквеле «Человека-муравья», а также сыграла дочь Лори Строуд (эту роль исполнила Джейми Ли Кёртис) в фильме ужасов «Хэллоуин», продолжении оригинальной ленты «Хэллоуин» 1978 года.
С 29 августа 2019 года можно будет увидеть Джуди Грир в авантюрной комедии «Тачка на миллион» о знаменитом изобретателе Джоне Делореане и истории создания им легендарной «машины времени» DMC-12, ставшей культовой после выхода на экраны кинофраншизы «Назад в будущее». Фильм был представлен на 75-м Венецианском кинофестивале. В сентябре в прокат выйдет комедия «Куда ты пропала, Бернадетт?», основанная на одноимённом романе-бестселлере Марии Семпл. Грир исполнила в фильме роль доктора Куртц.
Личная жизнь
17 сентября 2011 года Джуди Грир вышла замуж за продюсера Дина Джонсона.

## Фильмография
| Год          |    | Русское название            | Оригинальное название          | Роль                              |
| ------------ | -- | --------------------------- | ------------------------------ | --------------------------------- |
| 1997         | с  | Завтра наступит сегодня     | Early Edition                  | Синди                             |
| 1998         | ф  | Поцелуй понарошку           | Kissing a Fool                 | Андреа                            |
| 1999         | ф  | Королевы убийства           | Jawbreaker                     | Ферн Майо / Vylette               |
| 1999         | ф  | Три короля                  | Three kings                    | Кэти Дэйтч                        |
| 2000         | ф  | Чего хотят женщины          | What Women Want                | Эрин                              |
| 2001         | ф  | Свадебный переполох         | The wedding planner            | Пенни                             |
| 2002         | ф  | Адаптация                   | Adaptation.                    | Alice the Waitress                |
| 2003         | ф  | Еврейский Молот             | Jewish Hammer                  | Эстер Блуменбергенштайненталь     |
| 2003—2013    | с  | Замедленное развитие        | Arrested Development           | Кити Санчес                       |
| 2004         | ф  | Из 13 в 30                  | 13 Going On 30                 | Люси Уайман                       |
| 2004         | ф  | Таинственный лес            | The Village                    | Китти Уокер                       |
| 2005         | ф  | Оборотни                    | Cursed                         | Джони                             |
| 2005         | ф  | Элизабеттаун                | Elizabethtown                  | Хизер Бейлор                      |
| 2006         | ф  | Американская мечта          | American Dreamz                | Accordo                           |
| 2006         | ф  | Телевизор                   | The TV Set                     | Элис                              |
| 2007—2012    | с  | Блудливая Калифорния        | Californication                | Трикси                            |
| 2007—2015    | с  | Два с половиной человека    | Two and a Half Men             | Мира, Бриджет, Дэнни              |
| 2008         | ф  | 27 свадеб                   | 27 dresses                     | Кейси                             |
| 2009         | с  | Доктор Хаус                 | House                          | Морган Уэст                       |
| 2009         | ф  | Любовь случается            | Love Happens                   | Марти                             |
| 2009—2015    | мс | Спецагент Арчер             | Archer                         | Шерил Тант / Фрамбуа              |
| 2010         | с  | Как я встретил вашу маму    | How I Met Your Mother          | Ройс                              |
| 2010         | с  | Теория Большого взрыва      | The Big Bang Theory            | доктор Элизабет Плимптон          |
| 2010         | ф  | Любовь и другие лекарства   | Love and Other Drugs           | Синди                             |
| 2010         | ф  | Мармадюк                    | Marmaduke                      | Дебби Уинслоу                     |
| 2010         | ф  | Всё к лучшему               | Barry Munday                   | Джинджер Фарли                    |
| 2011         | ф  | Потомки                     | The Descendants                | Джулия Спир                       |
| 2011         | ф  | Криминальная фишка от Генри | Henry's crime                  | Дебби Торн                        |
| 2011         | ф  | Джефф, живущий дома         | Jeff, Who Lives at Home        | Линда                             |
| 2011         | с  | Безумная любовь             | Mad Love                       | Конни Грабовски                   |
| 2012         | ф  | Мужчина нарасхват           | Playing for Keeps              | Барб                              |
| 2013         | ф  | Телекинез                   | Carrie                         | Мисс Дежардин                     |
| 2013 — н. в. | с  | Мамаша                      | Mom                            | Мишель                            |
| 2014         | ф  | Планета обезьян: Революция  | Dawn of the Planet of the Apes | Корнелия                          |
| 2014—2015    | с  | В браке                     | Married                        | Лина Боумен                       |
| 2014         | ф  | Мужчины, женщины и дети     | Men, Women & Children          | Джоан Клинт                       |
| 2015         | ф  | Земля будущего              | Tomorrowland                   | Дженни Ньютон                     |
| 2015         | ф  | Хороший динозавр            | The Good Dinosaur              | Иви (озвучка)                     |
| 2015         | ф  | Мир юрского периода         | Jurassic World                 | Карен Митчелл                     |
| 2015         | ф  | Человек-муравей             | Ant-Man                        | Мэгги                             |
| 2017         | ф  | Планета обезьян: Война      | War for the Planet of the Apes | Корнелия                          |
| 2017         | с  | Проще простого              | Easy                           | Гретхен                           |
| 2018         | ф  | Поезд на Париж              | The 15:17 to Paris             | Джойс Эскель                      |
| 2018         | ф  | Человек-муравей и Оса       | Ant-Man and The Wasp           | Мэгги                             |
| 2018         | ф  | Хэллоуин                    | Halloween                      | Карен Нельсон (урождённая Строуд) |
| 2018         | с  | Шучу                        | Kidding                        | Джилл                             |
| 2019         | ф  | Тачка на миллион            | Driven                         | супруга Джима Хоффмана            |
| 2019         | ф  | Куда ты пропала, Бернадетт? | Where'd You Go, Bernadette     | доктор Куртц                      |
| 2019         | ф  | Игры с огнём                | Playing with Fire              | доктор Эми Хикс                   |
| 2021         | мф | Америка: Фильм              | America: The Motion Picture    | Марта Вашингтон                   |
| 2021         | ф  | Хэллоуин убивает            | Halloween Kills                | Карен Нельсон (урождённая Строуд) |
| 2022         | мф | Папин дракон                | My Father’s Dragon             | китёнок Сода                      |

## Номинации
- 2004 — Номинация на премию «Teen Choice Awards» за роль Люси «Том-Том» Уайман в комедии «Из 13 в 30»[14]
- 2011:
  - Номинация на премию «Спутник» за лучшую женскую роль второго плана — роль Джулии Спир в трагикомедии «Потомки»[15]
  - Номинация на премию «Готэм» за лучший актёрский состав — трагикомедия «Потомки»[16]
  - Номинация на премию «Юго-восточной Ассоциации кинокритиков» за лучший актёрский состав — трагикомедия «Потомки»[17]
- 2012:
  - Номинация на премию «Энни» за лучшее озвучивание телевизионной программы — роль Шерил Тант в мультсериале «Спецагент Арчер»[18]
  - Номинация на премию «Ассоциации кинокритиков Огайо» за лучший актёрский состав — трагикомедия «Потомки»[19]
  - Номинация на премию «Общества кинокритиков Денвера» за лучшую женскую роль второго плана — роль Джулии Спир в трагикомедии «Потомки»[20]
  - Номинация на Премию Гильдии киноактёров США за выдающуюся игру в актёрском составе художественного фильма — трагикомедия «Потомки»[21]
- 2013 — Номинация на премию «Behind the Voice Actors Awards» за лучший ансамбль озвучивания телевизионного сериала (комедия/мюзикл) — мультсериал «Спецагент Арчер»[22]
- 2014 — Номинация на премию «Behind the Voice Actors Awards» за лучший ансамбль озвучивания телевизионного сериала (комедия/мюзикл) — мультсериал «Спецагент Арчер»[23]
- 2016 — Номинация на премию «Online Film & Television Association» за лучшее озвучивание мультипликационной программы — мультсериал «Спецагент Арчер»[24]
- 2018 — номинация на премию «Fright Meter Awards» за лучшую женскую роль второго плана — слэшер «Хэллоуин»[источник не указан 2170 дней]